# Ferdinand Lion
Ferdinand Lion (Mulhouse, Alsàcia, 11 de juny de 1883 - Kilchberg, Cantó de Zuric, 21 de gener de 1968) fou un periodista i escriptor suís.
Fou el llibretista de l'òpera Cardillac (1926) de Paul Hindemith.